# Adil Husayn

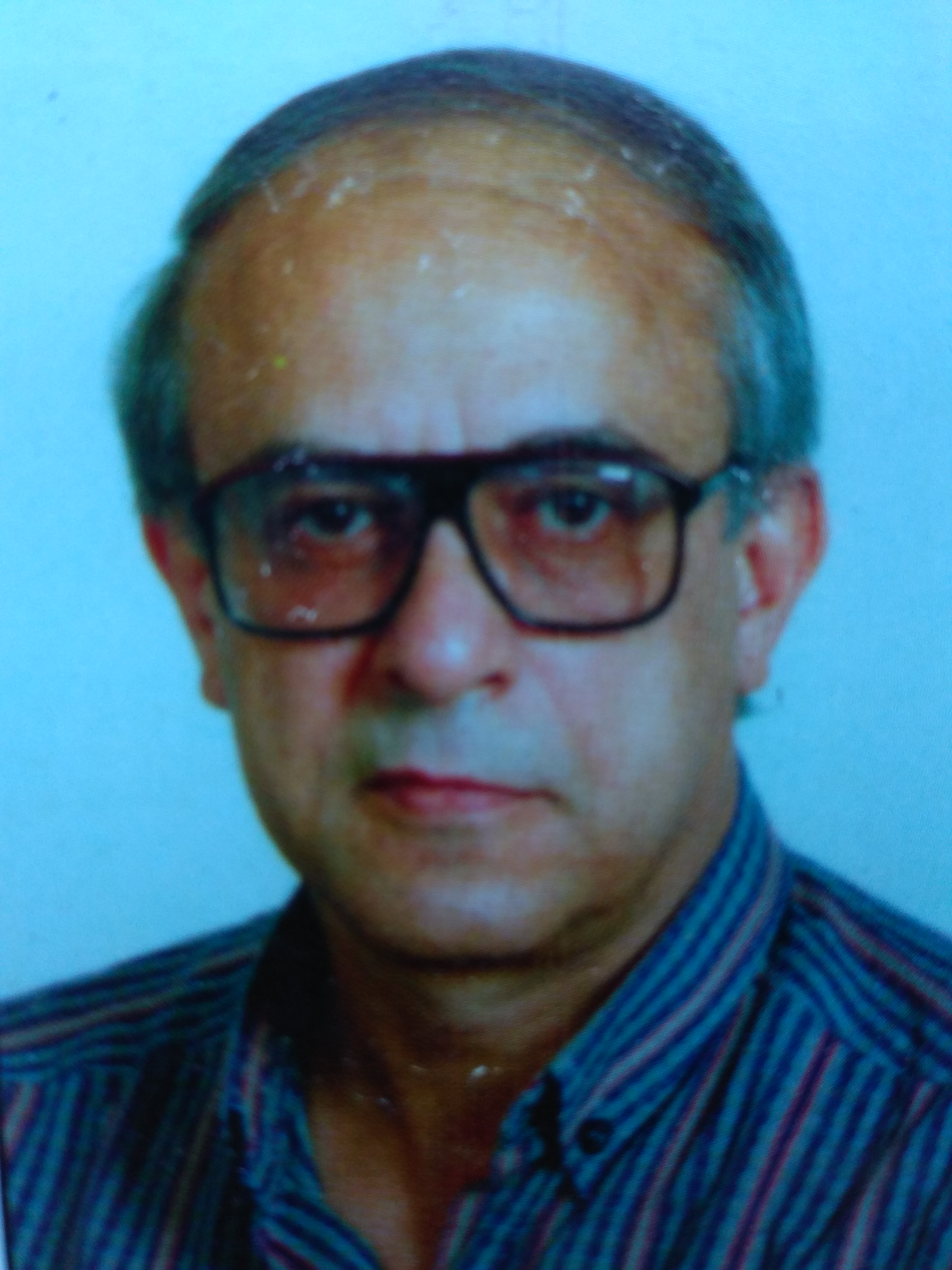
Adil Husayn

Adil Husayn nació en noviembre de 1932 en El Cairo, y murió el 15 de marzo de 2001 en El Cairo. Fue secretario general del Partido del Trabajo egipcio. Fue teórico, político, y reflejo del devenir del Egipto contemporáneo: marxismo, nacionalismo, islamismo.

## Biografía

### De marxista a nacionalista
Adil Husayn pertenecía a una familia de clase media, era hermano menor de Ahmad Husayn, fundador del Partido del Joven Egipto. A los catorce años, Adil Husayn ya era miembro del Partido del Joven Egipto, y en 1949 se unió al continuador de este, el Partido Socialista de Egipto (PSE). A la cabeza de Las Juventudes Socialistas, caracterizada por su tendencia marxista, Adil Husayn participó en las manifestaciones contra Palacio y el nuevo Gobierno del partido Wafd. 
En enero de 1952, Adil Husayn fue arrestado junto con Muhammad y el resto de los miembros del PSE, a raíz del incendio de la capital, y liberado tras la Revolución del 23 de julio. En enero de 1953, Adil Husayn fue arrestado de nuevo, coincidiendo con la disolución del PSE y todos los demás partidos del parlamento, y la creación de Frente Nacional de Liberación como única agrupación política. 

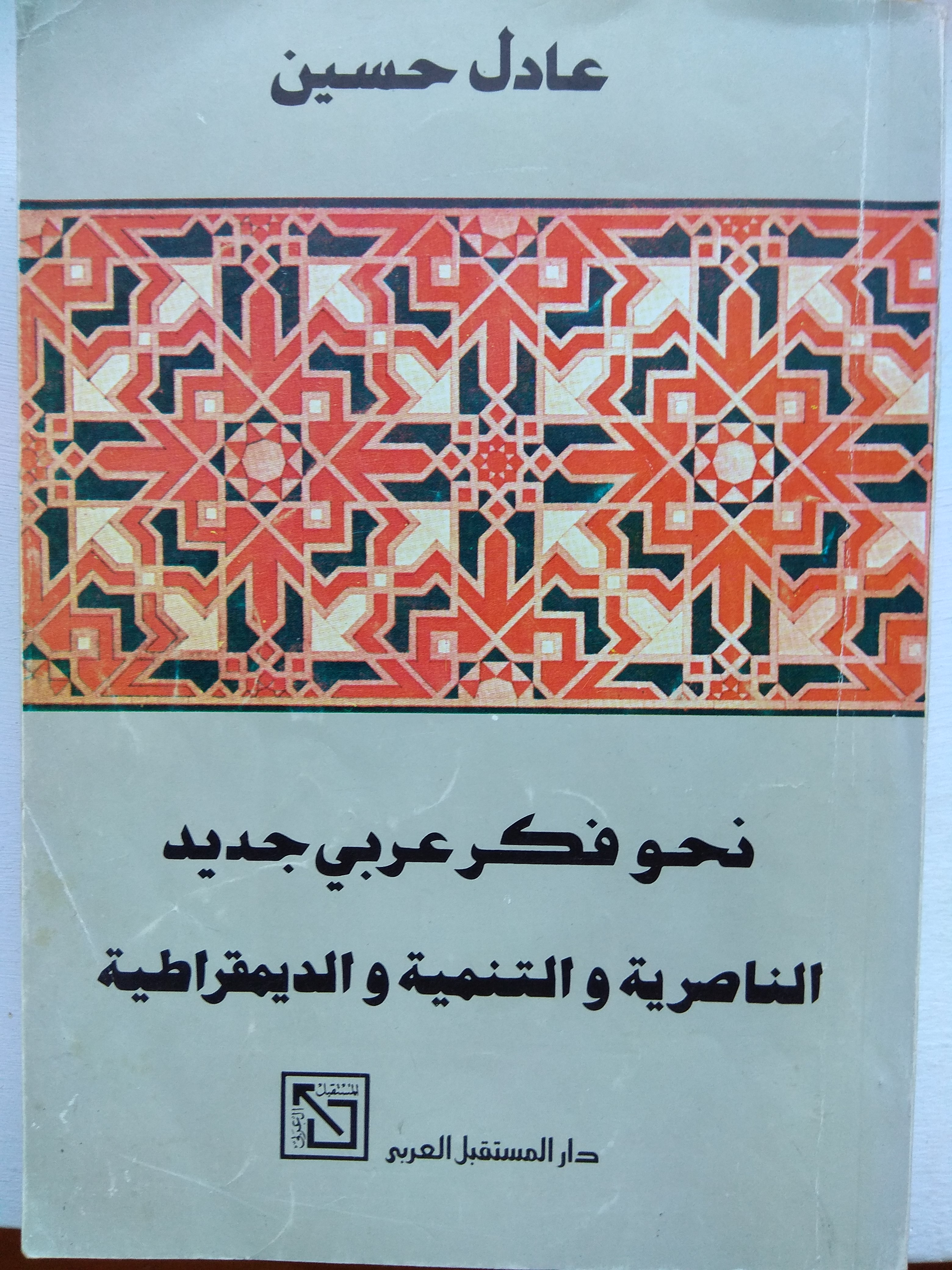
Portada del libro Hacia un pensamiento árabe nuevo: Nasserismo, desarrollo y democracia

De septiembre de 1953 a julio de 1956, y de enero de 1959 a mayo de 1964, Adil Husayn fue encarcelado dos veces más, durante las dos oleadas de represión del régimen de Gamal Abdel Nasser contra el movimiento comunista. Después de su liberación, trabajó para el periódico oficial Ajbâr al-Yawm como periodista durante 10 años.
Tras la guerra de junio de 1967, mientras los prominentes comunistas constituyeron un influyente grupo de opinión dentro de la USA, Adil Husayn y los demás antiguos marxistas se convirtieron en defensores del movimiento naserista en su línea más nacionalista: seguridad exterior, unidad árabe y desarrollo global.
En 1973, Adil Husayn fue uno de los periodistas forzados a hacer trabajo administrativo por su oposición al presidente Anwar el-Sadat. Desde entonces, empezó un “largo camino de investigación académica”. En su polémico libro Hacia un pensamiento árabe nuevo: Nasserismo, desarrollo y democracia, Adil Husayn instó a los jóvenes a extirpar el pensamiento dogmático. En su otro libro La economía egipcia, de la independencia a la dependencia, Adil Husayn elaboró un “gran proyecto”, formulando un paradigma de una nueva teoría, endógena de la cultura islámica, para afrontar los retos surgidos de su propia sociedad. Su libro titulado Normalización: el plan sionista de hegemonía económica, publicado en 1984, marcó el final de su carrera académica.

### De nacionalista a islamista
El Partido Socialista del Trabajo (PST), legalizado el 12 de octubre de 1978, fue originalmente un partido socialista nacional, fue el continuador del PSE. El primero de mayo de 1979, salió a la calle ‘al-Shaab’, el semanario del PST. Adil Husayn se afilió al PST a finales de 1985, el 15 de noviembre de ese mismo año, el Comité Ejecutivo de PST le designó redactor jefe de ‘al-Shaab’. El anuncio de su cargo publicó en el periódico (19/11/1985), en el que apenas se le presentó como un “reconocidísimo pensador árabe”.
Adil Husayn anotó su opinión en torno a una candente cuestión en el seno del PST de finales de los ochenta, para él la consciencia islámica era la única fuente impulsora para la reforma, y ‘al-Shaab’ era la premisa de la reforma,que este periódico se transformaría en la principal arma de reorientación ideológica y acción política de PST.
Tras el V Congreso General del partido (9-10 de marzo de 1989), “una reforma global desde una óptica islámica”, el PST se transformó en un partido islamista, Partido del Trabajo (PT), declarado en el editorial de Adil en ‘al-Shaab’ (n.º 487, 28/3/89), “la visión islámica del Partido del Trabajo”. ‘Al-Shaab’, liderado por Adil Husayn, se convirtió en una plataforma de denuncia y oposición.
Durante la guerra del Golfo, en los editoriales de ‘al-Shaab’, Adil Husayn delimitó el posicionamiento del PT, “al lado de los principios islámicos y los intereses árabes”.
Después de la crisis, la estrategia política del PT recondujo a la evolución democrática del régimen egipcio y la gestión de la economía. Adil Husayn propuso aplicar el modelo económico islámico.
En 28 de abril de 1993, Adil pasó la jefatura de ‘al-Shaab’ a su sobrino Maydi Ahmad Husayn. Después de acceder al secretario general del partido en el VI Congreso General de PT (6-7 de mayo de 1993), Adil Husayn expuso las dimensiones futuras de “la aplicación de la sharía islámica” en ‘al-Shaab’ (n.º 739, 7/5/93), “la solución islámica”:            
«Siempre hemos dicho que la sharía, si bien es religión para la mayoría de los egipcios, también es una ética cultural, es el camino de una auténtica reforma nacional para todos los egipcios…Y todo egipcio, musulmán o corto, está llamado a participar en la construcción de la patria única, a participar en el Partido del Trabajo para poner en funcionamiento este programa estratégico»
Adil Husayn emprendió la traslación de los márgenes discursivos de ‘al-Shaab’ a la actuación práctica en los estrechos cauces que permitió el sistema egipcio. Un gran examen fue la campaña contra la designación presidencial de Hosni Mubarak.
El día 27 de septiembre de 1999, en una entrevista realizada para Nación Árabe, Adil Husayn resumió las posibilidades de su proyecto islamista y las propuestas del Congreso Popular Árabe Islámico (CPAI) de cara al futuro:
«El islam es religión e identidad. Ya sea por el compromiso de unos con el islam como religión, o por el de otros en tanto que auténticos intelectuales comprometidos con el devenir de la nación árabe e imbuidos de su verdadera identidad, juntos hemos de conseguir el progreso global de la región, que se ha de dejar sentir en la teoría y práctica del futuro orden económico, del nuevo sistema político y en el ámbito cultural. El éxito de este modelo civilizado distinto al occidental redundará en beneficio de unas mejores relaciones futuras con Occidente»
El 20 de mayo de 2000, el Comité de Partidos, el organismo oficial encargado de autorizar y supervisar la vida de las formaciones política, suspendió las actividades del PT y ‘al-Shaab’.